# Тарногурски окръг
Тарногурски окръг (на полски: Powiat tarnogórski) е окръг в Южна Полша, Силезко войводство. Заема площ от 644,19 км2. Административен център е град Тарновске Гури.

## География
Окръгът се намира в историческата област Горна Силезия. Разположен е в западната част на войводството.

## Население
Населението на окръга възлиза на 138 400 души (2012). Гъстотата е 215 души/км2.

## Административно деление
Административно окръгът е разделен на 9 общини.
Градски общини:
- Калети
- Мястечко Шльонске
- Раджьонков
- Тарновске Гури

Селски общини:
- Община Крупски Млин
- Община Ожаровице
- Община Шверклянец
- Община Творог
- Община Зброславице

## Фотогалерия
- Калети
- Мястечко Шльонске
- Раджонков
- Тарновске Гури